# Katastrofa kolejowa w Dalfsen
Katastrofa kolejowa w Dalfsen – zderzenie pociągu osobowego z dźwigiem stojącym na przejeździe kolejowo-drogowym w holenderskiej miejscowości Dalfsen, w prowincji Overijssel. W zdarzeniu, do którego doszło 23 lutego 2016, zginęła jedna osoba, a sześć zostało rannych.

## Opis zdarzenia
Do wypadku doszło we wtorek 23 lutego 2016 około godziny 8:50 w miejscowości Dalfsen w Holandii. Pociąg regionalny, należący do spółki Arriva, jechał z Zwolle do Emmen. Podróżowało nim piętnaście osób. Uderzył on na przejeździe kolejowo-drogowym w dźwig, wskutek czego wypadł on z torów na pobliskie pastwisko, a kilka wagonów się przewróciło.
Pierwsze doniesienia mówiły o dwóch ofiarach śmiertelnych. Ostatecznie podano, iż w wypadku śmierć poniosła jedna osoba, maszynista pociągu. Operator dźwigu nie odniósł obrażeń, ponieważ wyskoczył z pojazdu, gdy w dźwig uderzył pociąg. Został on następnie zatrzymany przez policję w celu przesłuchania.
W katastrofie obrażenia odniosło sześć osób, w tym jedna ciężkie. Dwie osoby zostały przewiezione do szpitala w Zwolle; pozostali zostali opatrzeni na miejscu.